# Julius Wagner-Jauregg
Julius Wagner-Jauregg (Wels, Imperi Austrohongarès 1857 - Viena, Àustria 1940) fou un neuròleg, psiquiatre i professor universitari austríac guardonat amb el Premi Nobel de Medicina o Fisiologia l'any 1927.

## Biografia
Va néixer el 7 de març de 1857 a la ciutat de Wels, situada en aquells moments a l'Imperi Austrohongarès i que avui en dia forma part de l'estat austríac d'Alta Àustria. Va estudiar medicina a la Universitat de Viena entre 1874 i 1880 i, després d'obtenir la llicenciatura, va ser ajudant de la càtedra de patologia entre 1881 i 1882, i de psiquiatria entre 1883 i 1889. L'any 1885 va obtenir el doctorat en neurologia i psiquiatria a la Universitat de Viena. Fou professor de psiquiatria i neurologia a la Universitat de Graz entre 1889 i 1893, any que va esdevenir catedràtic de psiquiatria de la Universitat de Viena, on va exercir fins al 1928.
Morí el 27 de setembre de 1940 a la ciutat de Viena, en aquells moments sota l'ocupació de l'Alemanya nazi.

## Recerca científica
Va realitzar un gran nombre de treballs sobre la funció dels nervis estimulants cardíacs, sobre la fisiologia i patologia de la glàndula tiroide així com sobre l'enfocament mèdico-forense de la psiquiatria. Va desenvolupar un tractament del goll mitjançant l'administració de iode i va estudiar també el tractament de la psicosi i l'hipotiroïdisme, que va tractar amb preparats de la glàndula tiroide.
És el fundador de la piroteràpia, mètode consistent a provocar quadres febrils en malalts, una teràpia que va resultar eficaç en la paràlisi general progressiva produïda per la sífilis. L'any 1917 després de trenta anys d'haver observat per primera vegada que els pacients de paràlisis sifilítica milloraven quan sofrien febre va emprar el paràsit Plasmodium, causant de la malària, com a font productora de febre per a guarir la paràlisi general progressiva. Aquesta revolucionària tècnica va ser acceptada aviat i aplicada de forma general a altres malalties.
L'any 1927 fou guardonat amb el Premi Nobel de Medicina o Fisiologia per les seves investigacions sobre la malària.